# إيرل وليامز
إيرل وليامز (بالإنجليزية: Earle Williams) هو ممثل أمريكي، ولد في 28 فبراير 1880 بساكرامنتو في الولايات المتحدة، وتوفي في 25 أبريل 1927 بهوليوود في الولايات المتحدة بسبب ذات الرئة.

## أعمال

### أفلام
- (1914) زوجتي الرسمية

## وصلات خارجية
- إيرل وليامز على موقع IMDb (الإنجليزية)
- إيرل وليامز على موقع أول موفي (الإنجليزية)
- إيرل وليامز على موقع قاعدة بيانات الأفلام السويدية (السويدية)
- إيرل وليامز على موقع قاعدة بيانات الفيلم (الإنجليزية)
- إيرل وليامز على موقع كينوبويسك (الروسية)